# Polytrichaceae

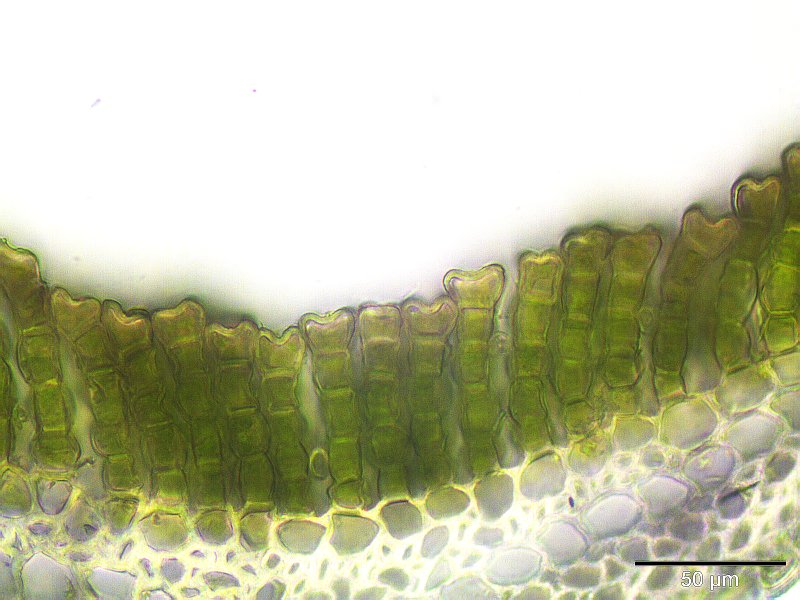
Vista em corte das lamelas fotossintéticas num filódio de P. commune (ampliação: 400x).

Polytrichaceae é uma família de musgos, a única integrada na classe monotípica Polytrichopsida, que integra as espécies geralmente conhecidas pelo nome comum de musgão. 

## Descrição
Os membros desta família tendem a ser maiores que os restantes musgos, com um "caule" central grosso e um rizoma constituídos por tecidos bem diferenciados, entre os quais um feixe de tecido condutor de água, o hidroma, localizado na região central do "caule", muito semelhante às estruturas encontradas entre os percursores dos pteridófitos. Este grau de diferenciação dos tecidos, incomum entre os musgos, permite uma condução eficiente da água desde a raiz até à parte distal da planta, tornando estes briófitos capazes de resistir a condições de relativa secura e de atingir comprimentos que sem condução interna de água seriam impossíveis, ao mesmo tempo que lhe dá a resistência mecânica que mantém a planta erecta. As folhas (na realidade filódios) possuem uma nervura mediana co lamelas fotossintéticas na superfície superior, perpendiculares àquela superfície. As espécies integradas neste grupo são dióicas, distinguindo-se pela presença de 32 a 64 dentes peristomáticos no esporângio e por caliptras que se assemelham a longos e finos tricomas acastanhados. A família integra 18 géneros com cerca de 220 espécies, tendo distribuição natural cosmopolita nas zonas temperadas e frias de ambos os hemisférios, estando presente nas regiões montanhosas dos trópicos.
As Polytrichaceae apresentam os gametófitos melhor desenvolvidos e com maior diferenciação de tecidos de todos os briófitos, sendo em geral erectos, verticais, desenvolvendo densos tufos ou tapetes soltos, semelhantes a relvados, estremes, com longos e finos caules ligados a pequenos rizomas subsuperficiais. Alguns dos musgos mais marcantes das florestas da Europa, bem como os maiores musgos conhecidos, pertencem a esta família.
As hastes erectas são geralmente simples, raramente ramificada dicotomicamente ou adornadas. Apresentam uma estrutura central, o hadroma, formada por células especializadas na condução de água, as hidroides, em torno da qual se dispõe um cilindro oco de células assimiladoras, designado por leptoma. As duas partes, assim constituídas, correspondem a uma protostela,ou seja um feixe vascular concêntrico com xilema interno. A morfologia das hastes é deste modo semelhante à das cormófitas, constituindo no entanto o gametófito, enquanto nas cormófitas é o esporófito que apresenta esta estrutura.
As "folhas" apresentam uma nervura mediana engrossada que confere resistência mecânica à estrutura, suportando as células condutoras de água e as células fotossintéticas. No lado ventral apresentam lamelas longitudinais cujas células servem de armazenamento de água e na face superior lamelas com células especializadas na fotossíntese. As células terminais das lamelas possuem frequentemente características morfológicas específicas de cada espécie sendo por isso importantes na taxonomia do grupo.
Por causa de sua anatomia e do tecido de condução bem desenvolvidos, que permite o crescimento em altura e a sobrevivência em ambientes de relativa secura, estão entre as espécies da família Polytrichaceae os maiores musgos conhecidos. Na Europa Central a espécie Polytrichum commune atinge os 50 centímetros de altura, um pouco menos que a espécie Dawsonia superba das regiões montanhosas da Australásia.
O pedúnculo dos anterídios está cercado em todas as plantas desta família por brácteas, muitas vezes fortemente diferenciadas, de modo que parece que o musgo iria desenvolver flores.
O esporófito das espécies pertencentes à família Polytrichaceae é claramente constituído de forma diferente daquela que ocorre no grupo dos Bryidae, agrupamento taxonómico onde anteriormente os Polytrichales estavam incluídos. Em especial a estrutura do peristoma é única entre os musgos por ser constituída por camadas concêntricas de células inteiras, enquanto o peristoma dos Bryidae é formado a partir de resíduos de parede celular. O peristoma apresenta 32 ou 64 dentículos colocados numa fileira simples em torno da sua abertura. A caliptra apresente a forma de um boné, podendo ser nua, mas com frequência apresenta longos e finos tricomas que lhe dão um aspecto hirsuto. São estes "cabelos" que estão na origem do nome científico do grupo e dos nomes comuns em algumas línguas europeias. 
A abertura da cápsula mantém-se inicialmente fechada após a queda da tampa pela presença de uma fina membrana, o epifragma, que acaba por rebentar, libertando os esporos.
A família Polytrichaceae tem distribuição natural principalmente nas zonas temperadas e frias de ambos os hemisférios, até às regiões do árticas e antárticas. Nas regiões tropicais, a maioria das espécies são encontradas nas montanhas de maior altitude. A presença de um eficiente mecanismo de condução de água permite que estes musgos ocorram em ambientes onde é necessária alguma xeromorfia, incluindo habitats com forte exposição solar.

## Taxonomia
A família Polytrichaceae constitui o único táxon extante da ordem Polytrichales que por sua vez integra classe monotípica Polytrichopsida, fazendo assim desta família um agrupamento taxonómico fortemente diferenciado e com poucos taxa filogeneticamente próximos. Por sua vez a classe Polytrichopsida está mais próxima dos Tetraphidaceae e dos Bryopsida, o que integra estes musgos no grupo mais numeroso de espécies extantes.
|  | Oedipodiopsida                                                                                 |
|  |                                                                                                |
|  | \| \| Tetraphidopsida \| \| \| \| \| \| Polytrichaceae \| \| \| \| \| \| Bryopsida \| \| \| \| |
|  |                                                                                                |
|  | Tetraphidopsida                                                                                |
|  |                                                                                                |
|  | Polytrichaceae                                                                                 |
|  |                                                                                                |
|  | Bryopsida                                                                                      |
|  |                                                                                                |

|  | Tetraphidopsida |
|  |                 |
|  | Polytrichaceae  |
|  |                 |
|  | Bryopsida       |
|  |                 |

|  | Oedipodiopsida                                                                                 |
|  |                                                                                                |
|  | \| \| Tetraphidopsida \| \| \| \| \| \| Polytrichaceae \| \| \| \| \| \| Bryopsida \| \| \| \| |
|  |                                                                                                |
|  | Tetraphidopsida                                                                                |
|  |                                                                                                |
|  | Polytrichaceae                                                                                 |
|  |                                                                                                |
|  | Bryopsida                                                                                      |
|  |                                                                                                |

|  | Tetraphidopsida |
|  |                 |
|  | Polytrichaceae  |
|  |                 |
|  | Bryopsida       |
|  |                 |

|  | Oedipodiopsida                                                                                 |
|  |                                                                                                |
|  | \| \| Tetraphidopsida \| \| \| \| \| \| Polytrichaceae \| \| \| \| \| \| Bryopsida \| \| \| \| |
|  |                                                                                                |
|  | Tetraphidopsida                                                                                |
|  |                                                                                                |
|  | Polytrichaceae                                                                                 |
|  |                                                                                                |
|  | Bryopsida                                                                                      |
|  |                                                                                                |

|  | Tetraphidopsida |
|  |                 |
|  | Polytrichaceae  |
|  |                 |
|  | Bryopsida       |
|  |                 |

|  | Oedipodiopsida                                                                                 |
|  |                                                                                                |
|  | \| \| Tetraphidopsida \| \| \| \| \| \| Polytrichaceae \| \| \| \| \| \| Bryopsida \| \| \| \| |
|  |                                                                                                |
|  | Tetraphidopsida                                                                                |
|  |                                                                                                |
|  | Polytrichaceae                                                                                 |
|  |                                                                                                |
|  | Bryopsida                                                                                      |
|  |                                                                                                |

|  | Tetraphidopsida |
|  |                 |
|  | Polytrichaceae  |
|  |                 |
|  | Bryopsida       |
|  |                 |

|  | Oedipodiopsida                                                                                 |
|  |                                                                                                |
|  | \| \| Tetraphidopsida \| \| \| \| \| \| Polytrichaceae \| \| \| \| \| \| Bryopsida \| \| \| \| |
|  |                                                                                                |
|  | Tetraphidopsida                                                                                |
|  |                                                                                                |
|  | Polytrichaceae                                                                                 |
|  |                                                                                                |
|  | Bryopsida                                                                                      |
|  |                                                                                                |

|  | Tetraphidopsida |
|  |                 |
|  | Polytrichaceae  |
|  |                 |
|  | Bryopsida       |
|  |                 |

|  | Oedipodiopsida                                                                                 |
|  |                                                                                                |
|  | \| \| Tetraphidopsida \| \| \| \| \| \| Polytrichaceae \| \| \| \| \| \| Bryopsida \| \| \| \| |
|  |                                                                                                |
|  | Tetraphidopsida                                                                                |
|  |                                                                                                |
|  | Polytrichaceae                                                                                 |
|  |                                                                                                |
|  | Bryopsida                                                                                      |
|  |                                                                                                |

|  | Tetraphidopsida |
|  |                 |
|  | Polytrichaceae  |
|  |                 |
|  | Bryopsida       |
|  |                 |

|  | Oedipodiopsida                                                                                 |
|  |                                                                                                |
|  | \| \| Tetraphidopsida \| \| \| \| \| \| Polytrichaceae \| \| \| \| \| \| Bryopsida \| \| \| \| |
|  |                                                                                                |
|  | Tetraphidopsida                                                                                |
|  |                                                                                                |
|  | Polytrichaceae                                                                                 |
|  |                                                                                                |
|  | Bryopsida                                                                                      |
|  |                                                                                                |

|  | Tetraphidopsida |
|  |                 |
|  | Polytrichaceae  |
|  |                 |
|  | Bryopsida       |
|  |                 |

|  | Oedipodiopsida                                                                                 |
|  |                                                                                                |
|  | \| \| Tetraphidopsida \| \| \| \| \| \| Polytrichaceae \| \| \| \| \| \| Bryopsida \| \| \| \| |
|  |                                                                                                |
|  | Tetraphidopsida                                                                                |
|  |                                                                                                |
|  | Polytrichaceae                                                                                 |
|  |                                                                                                |
|  | Bryopsida                                                                                      |
|  |                                                                                                |

|  | Tetraphidopsida |
|  |                 |
|  | Polytrichaceae  |
|  |                 |
|  | Bryopsida       |
|  |                 |

|  | Oedipodiopsida                                                                                 |
|  |                                                                                                |
|  | \| \| Tetraphidopsida \| \| \| \| \| \| Polytrichaceae \| \| \| \| \| \| Bryopsida \| \| \| \| |
|  |                                                                                                |
|  | Tetraphidopsida                                                                                |
|  |                                                                                                |
|  | Polytrichaceae                                                                                 |
|  |                                                                                                |
|  | Bryopsida                                                                                      |
|  |                                                                                                |

|  | Tetraphidopsida |
|  |                 |
|  | Polytrichaceae  |
|  |                 |
|  | Bryopsida       |
|  |                 |

|  | Oedipodiopsida                                                                                 |
|  |                                                                                                |
|  | \| \| Tetraphidopsida \| \| \| \| \| \| Polytrichaceae \| \| \| \| \| \| Bryopsida \| \| \| \| |
|  |                                                                                                |
|  | Tetraphidopsida                                                                                |
|  |                                                                                                |
|  | Polytrichaceae                                                                                 |
|  |                                                                                                |
|  | Bryopsida                                                                                      |
|  |                                                                                                |

|  | Tetraphidopsida |
|  |                 |
|  | Polytrichaceae  |
|  |                 |
|  | Bryopsida       |
|  |                 |

|  | Oedipodiopsida                                                                                 |
|  |                                                                                                |
|  | \| \| Tetraphidopsida \| \| \| \| \| \| Polytrichaceae \| \| \| \| \| \| Bryopsida \| \| \| \| |
|  |                                                                                                |
|  | Tetraphidopsida                                                                                |
|  |                                                                                                |
|  | Polytrichaceae                                                                                 |
|  |                                                                                                |
|  | Bryopsida                                                                                      |
|  |                                                                                                |

|  | Tetraphidopsida |
|  |                 |
|  | Polytrichaceae  |
|  |                 |
|  | Bryopsida       |
|  |                 |

|  | Oedipodiopsida                                                                                 |
|  |                                                                                                |
|  | \| \| Tetraphidopsida \| \| \| \| \| \| Polytrichaceae \| \| \| \| \| \| Bryopsida \| \| \| \| |
|  |                                                                                                |
|  | Tetraphidopsida                                                                                |
|  |                                                                                                |
|  | Polytrichaceae                                                                                 |
|  |                                                                                                |
|  | Bryopsida                                                                                      |
|  |                                                                                                |

|  | Tetraphidopsida |
|  |                 |
|  | Polytrichaceae  |
|  |                 |
|  | Bryopsida       |
|  |                 |

|  | Oedipodiopsida                                                                                 |
|  |                                                                                                |
|  | \| \| Tetraphidopsida \| \| \| \| \| \| Polytrichaceae \| \| \| \| \| \| Bryopsida \| \| \| \| |
|  |                                                                                                |
|  | Tetraphidopsida                                                                                |
|  |                                                                                                |
|  | Polytrichaceae                                                                                 |
|  |                                                                                                |
|  | Bryopsida                                                                                      |
|  |                                                                                                |

|  | Tetraphidopsida |
|  |                 |
|  | Polytrichaceae  |
|  |                 |
|  | Bryopsida       |
|  |                 |

|  | Oedipodiopsida                                                                                 |
|  |                                                                                                |
|  | \| \| Tetraphidopsida \| \| \| \| \| \| Polytrichaceae \| \| \| \| \| \| Bryopsida \| \| \| \| |
|  |                                                                                                |
|  | Tetraphidopsida                                                                                |
|  |                                                                                                |
|  | Polytrichaceae                                                                                 |
|  |                                                                                                |
|  | Bryopsida                                                                                      |
|  |                                                                                                |

|  | Tetraphidopsida |
|  |                 |
|  | Polytrichaceae  |
|  |                 |
|  | Bryopsida       |
|  |                 |

|  | Oedipodiopsida                                                                                 |
|  |                                                                                                |
|  | \| \| Tetraphidopsida \| \| \| \| \| \| Polytrichaceae \| \| \| \| \| \| Bryopsida \| \| \| \| |
|  |                                                                                                |
|  | Tetraphidopsida                                                                                |
|  |                                                                                                |
|  | Polytrichaceae                                                                                 |
|  |                                                                                                |
|  | Bryopsida                                                                                      |
|  |                                                                                                |

|  | Tetraphidopsida |
|  |                 |
|  | Polytrichaceae  |
|  |                 |
|  | Bryopsida       |
|  |                 |

|  | Oedipodiopsida                                                                                 |
|  |                                                                                                |
|  | \| \| Tetraphidopsida \| \| \| \| \| \| Polytrichaceae \| \| \| \| \| \| Bryopsida \| \| \| \| |
|  |                                                                                                |
|  | Tetraphidopsida                                                                                |
|  |                                                                                                |
|  | Polytrichaceae                                                                                 |
|  |                                                                                                |
|  | Bryopsida                                                                                      |
|  |                                                                                                |

|  | Tetraphidopsida |
|  |                 |
|  | Polytrichaceae  |
|  |                 |
|  | Bryopsida       |
|  |                 |

A família Polytrichaceae possui 31 gêneros reconhecidos atualmente.
- Alophosia
- Atrichites
- Atrichopsis
- Atrichum
- Bartramiopsis
- Callibryon
- Catharinea
- Catharinella
- Dawsonia
- Dendroligotrichum
- Eopolytrichum
- Hebantia
- Itatiella
- Lyellia
- Meiotrichum
- Microdendron
- Notoligotrichum
- Oligotrichum
- Plagioracelopus
- Pogonatum
- Polytrichadelphus
- Polytrichastrum
- Polytrichites
- Polytrichum
- Pseudatrichum
- Pseudoracelopus
- Psilopilum
- Racelopodopsis
- Racelopus
- Steereobryon
- Triplocoma